# 兜森祟朗
兜森 祟朗（かぶともり たかあき、1979年7月26日 - ）は、青森県青森市出身の日本の高校野球指導者。社会科・ 地理歴史科・公民科教諭。

## 経歴
筒井中学校では3年時にエースとして全国大会に出場。高校は現在指導している青森山田高等学校に進学。同校のエースとして活躍した。2年時の秋季東北大会準優勝、3年時の夏は、県予選決勝まで勝ち進んだがいずれも光星学院(現八戸学院光星)に阻まれ選手としての甲子園出場歴はない。

## 監督として
青森大学卒業後、青森山田中学校教員の傍ら、2003年に設立した青森山田リトルシニアの初代監督に就任する。2015年に青森山田高校の野球部監督に就任。これまで春夏合わせて4度の甲子園出場を果たしている。特に2024年の第106回全国高等学校野球選手権大会では同校初のベスト4を果たした。
三森大貴、堀岡隼人、堀田賢慎、川原田純平など多くの現役プロ野球選手を育て上げるなど指導力に定評がある。

## 甲子園での成績
- 春：出場2回・2勝2敗・勝率.500（2016年、2024年）
- 夏：出場2回・4勝2敗・勝率.667（2017年、2024年）